# Dolmen von Kercadoret

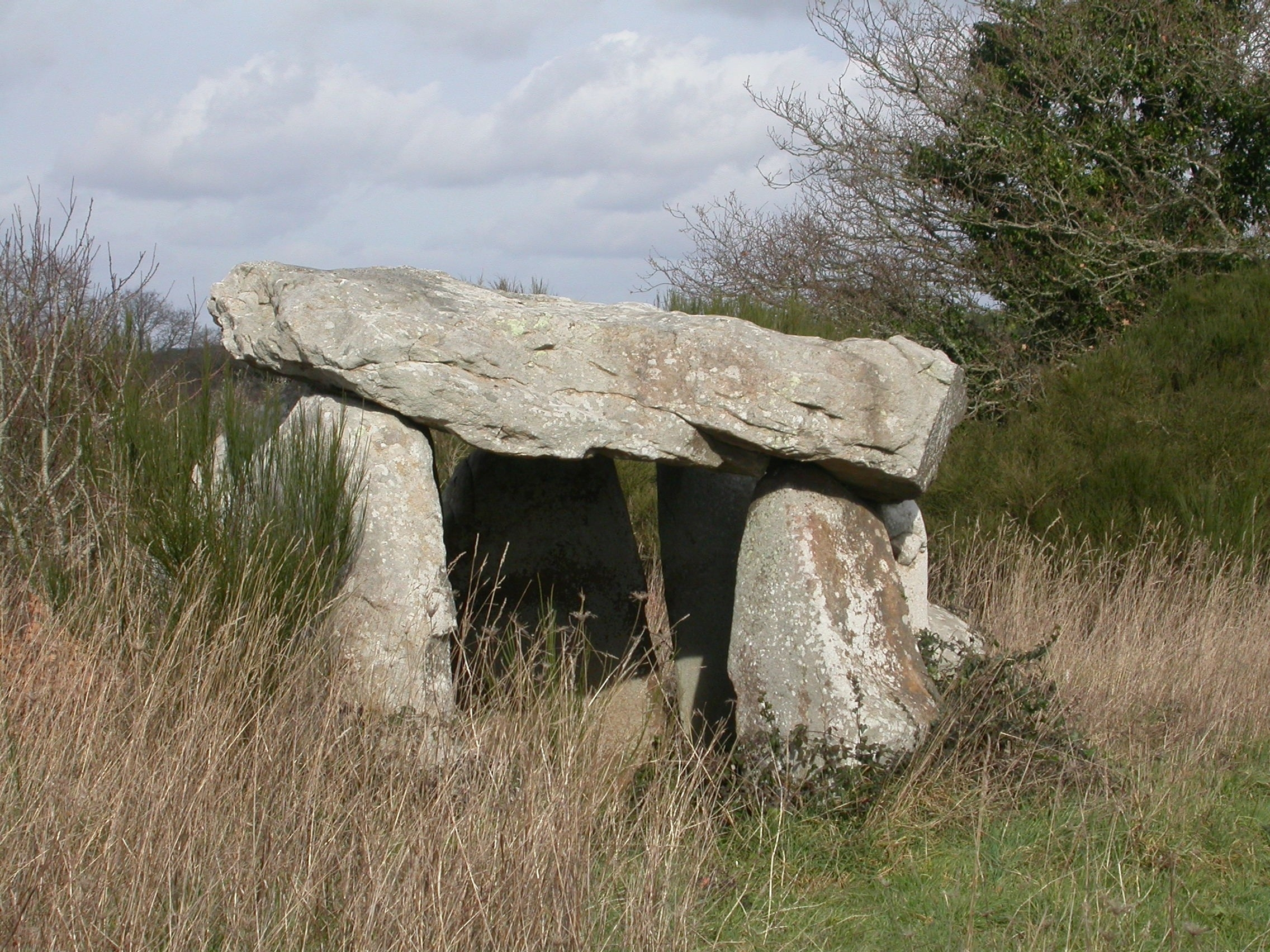
Dolmen von Kercadoret

Der Dolmen von Kercadoret ist eine von vielen Megalithanlagen in der Umgebung von Locmariaquer im Département Morbihan in der Bretagne. Das jungsteinzeitliche Bauwerk wurde im Jahr 1929 als Monument historique geschützt.

## Lage
Der Dolmen steht knapp 4,0 Kilometer nordwestlich von Locmariaquer rechts der D781 auf einem privaten Wiesengrundstück. Je nach Jahreszeit ist er mehr oder weniger dicht bewachsen. Dolmen ist in Frankreich der Oberbegriff für Megalithanlagen aller Art (siehe: Französische Nomenklatur).

## Datierung
Eine Datierung des Bauwerks ist schwierig, da nur sehr wenige Steine vorhanden sind, die überdies keinerlei Ornamentik aufweisen; auch eine Wiederverwendung von Steinen ist nicht festzustellen. Dadurch unterscheidet sich der Dolmen von Kercadoret von den meisten anderen Megalithbauwerken im Gebiet von Locmariaquer. Die einfache – etwas grobe – Steinbearbeitung macht eine späte Bauzeit (um 3500 v. Chr.) wahrscheinlich.

## Architektur
Der etwa 2,10 × 2,50 m messende Dolmen besteht aus sechs Tragsteinen mit einer einzigen Deckplatte; die Grabkammer erreicht eine Höhe von maximal 1,50 m – möglicherweise sind die Tragsteine auf der rechten Seite des Eingangs im sandigen Untergrund eingesunken. Vor der eigentlichen Grabkammer befinden sich zwei nach innen eingezogene Orthostaten, die ehemals möglicherweise – Genaueres ist bislang nicht erforscht – den Übergang zu einem inzwischen verschwundenen Gang (allée couverte) darstellten. Der Dolmen war wohl ursprünglich von einem Hügel aus kleineren Steinen (Cairn) bedeckt, der später von Menschenhand abgetragen wurde.

## Sonstiges
In der Grabkammer wurden vier bronzezeitliche Speer- und Pfeilspitzen aus der Zeit um 1500 v. Chr. gefunden.
In der Nähe liegen die Gezeitenmühle und der Dolmen von Coët-Courzo.